# Geratskirchen
Geratskirchen é um município da Alemanha, situado no distrito de Rottal-Inn, no estado da Baviera. Tem 12,91 km² de área, e sua população em 2019 foi estimada em 850 habitantes.